# Atentado de la jefatura de policía de París de 2019
A primera hora de la tarde del 3 de octubre de 2019, un empleado de la policía radicalizado apuñaló a seis compañeros de la Prefectura de Policía de la Île de la Cité en el centro de París, Francia, matando a tres agentes de policía y a un miembro del personal de apoyo, e hiriendo a otros dos. La policía abrió fuego y mató al atacante en el patio principal del edificio.

## Investigación
El arma homicida había sido un cuchillo de cerámica indetectable por los escáneres de metales. Al día siguiente del ataque se abrió una investigación antiterrorista para determinar si el atacante, Mickaël Harpon, de 45 años y nacido en el departamento de ultramar de Martinica, era un islamista radicalizado y la posibilidad de que pudiera haber estado en contacto o recibido apoyo de algún grupo terrorista. Era un técnico informático que llevaba dieciséis años trabajando en la unidad de inteligencia de la sede de policía y tenía una autorización de seguridad, lo que le dio acceso a información restringida como la lista de sospechosos de terrorismo, direcciones de oficiales de policía y datos sobre ciudadanos franceses y sus familias que habían regresado tras luchar en la guerra civil siria. El perpetrador se había convertido al islam; según el fiscal de París Jean-François Ricard, su conversión al islam tuvo lugar una década antes. Asistía a los rituales de la mezquita dos veces al día. Los colegas habían denunciado a Harpon en 2015 por expresar su apoyo al ataque a Charlie Hebdo; no se hizo nada.
El responsable antiterrorista dijo que el atacante tenía opiniones religiosas radicales y extremistas, que comenzaron cuando justificó algunos actos violentos con antecedentes islamistas, dejó de usar ropa occidental y de no hablar con otras mujeres excluyendo a las de su familia. También se confirmaron los vínculos entre Harpon y hombres salafistas. Antes de comenzar el ataque, Harpon habló con su esposa e intercambiaron un total de 33 mensajes. Entre ellos, Harpon escribió "Allah Akbar" y "Sigue a nuestro amado profeta Mahoma y medita en el Corán".
Se encontró una unidad flash USB en la oficina de Harpon: material de propaganda del Estado Islámico de Irak y el Levante, incluidos videos de decapitación, y detalles de los agentes de policía que trabajaban con él se encontraron en su interior. Los agentes investigaron posibles vínculos con el apuñalamiento de Magnanville en 2016, en el que dos agentes de policía fueron asesinados en su casa por Larossi Abballa, un islamista que juró lealtad al Estado Islámico. La investigación del ordenador personal y el teléfono móvil de Harpon reveló que buscó en Internet "cómo matar infieles" poco antes del ataque. 
Cinco personas vinculadas al atacante fueron arrestadas el 14 de octubre de 2019. Entre esas cinco se encontraba un imán incluido en la "Ficha S", una lista de personas consideradas como posibles amenazas a la seguridad. 
France Inter informó en octubre de 2019 que los investigadores sospechaban que el ataque fue el resultado de un delirio suicida y que los videos de ISIL en la unidad USB que se encontraron en la oficina de Harpon pertenecían a sus compañeros de trabajo. En febrero de 2020, Le Parisien informó que la investigación técnica del ordenador privado y el teléfono móvil de Harpon confirmó que el ataque fue de naturaleza terrorista y que fuentes cercanas a la investigación describieron un "perfil híbrido" de terrorismo y psiquiatría. Europol clasificó el ataque como terrorismo yihadista en su informe anual sobre la situación y tendencias del terrorismo en la UE (TE-SAT) publicado en junio de 2020.